# أكي هيالمارسون
أكي روبرت هيالمارسون (26 يونيو 1922 في فانيرسبورغ) (بالإنجليزية: Ake Hjalmarsson)‏ لاعب كرة قدم سويدي معتزل كان يجيد اللعب في مركز المهاجم . ساهم في احتلال نادي تروا المركز الثاني في بطولة كأس فرنسا موسم 1955-1956 .

## وصلات خارجية
- أكي هيالمارسون على موقع قاعدة بيانات كرة القدم.إي يو (الإنجليزية)
- أكي هيالمارسون على موقع عالم كرة القدم.نت (الإنجليزية)